# Colon descendens
Het colon descendens is het derde deel van de karteldarm, tussen het colon transversum en het colon sigmoides. Het is een verticale buis die vanaf de flexura coli sinistra (linksboven in de buikholte) afdaalt. Het colon descendens is smaller en bevindt zich dieper in de buikholte dan het colon ascendens. De bloedvaten en zenuwen van het colon descendens zijn dezelfde als in de rest van de karteldarm.